# زاكاري سميث رينولدز
زاكاري سميث رينولدز (بالإنجليزية: Zachary Smith Reynolds)‏ هو طيار أمريكي، ولد في 1911، وتوفي في 6 يوليو 1932.